# Room a Thousand Years Wide
Room a Thousand Years Wide – utwór amerykańskiego zespołu muzycznego Soundgarden, który pierwotnie ukazał się wraz z utworem „H.I.V. Baby” na singlu wydanym we wrześniu 1990 roku nakładem wytwórni Sub Pop. W 1991 roku nagrano nową wersję utworu, która trafiła na wydany w tym samym roku nakładem wytwórni A&M Records trzeci album studyjny zespołu, zatytułowany Badmotorfinger. 

## Nagranie
„Room a Thousand Years Wide” jest jednym z niewielu utworów zespołu Soundgarden, które powstały bez udziału wokalisty Chrisa Cornella. Muzykę napisał perkusista Matt Cameron, zaś stworzeniem tekstu zajął się gitarzysta Kim Thayil. „Room a Thousand Years Wide” jest również pierwszym dziełem zespołu z nowym basistą w składzie, Benem Shepherdem, który zastąpił Jasona Evermana w 1990 roku, krótko po zakończeniu trasy koncertowej, promującej drugi album studyjny Soundgarden, Louder Than Love. Ponownie nagrana wersja utworu, która znalazła się na albumie Badmotorfinger, powstała przy udziale instrumentów dętych, za które odpowiadali: Scott Granlund (saksofon) i Ernst Long (trąbka).

## Tekst
Kim Thayil o „Room a Thousand Years Wide”:

Bardzo podobała mi się linia melodyczna piosenki, jednak nie mieliśmy do niej słów, a ponieważ nikt nie kwapił się do napisania tekstu, wziąłem to na swoje barki. W rzeczywistości to nie jest o tym, co przydarzyło mi się naprawdę, tylko o ogólnych doświadczeniach i doznaniach.

## Wydanie i odbiór
Utwór „Room a Thousand Years Wide” pierwotnie został wydany przez wytwórnię Sub Pop we wrześniu 1990 roku jako singel, wspólnie z utworem „H.I.V. Baby” usytuowanym na stronie B. W 1991 roku utwór nagrano ponownie i umieszczono na albumie Badmotorfinger, wydanym w tym samym roku nakładem wytwórni A&M Records. Singlowa wersja utworu pojawiła się na box secie Telephantasm, który wydano 28 września 2010 roku.

## Na żywo
Utwór „Room a Thousand Years Wide” na stałe wszedł w repertuar Soundgarden na koncertach. Wykonanie na żywo można znaleźć na Motorvision.

## Lista utworów
| Nr. |  | Tytuł                        | Tekst         | Muzyka                      | Długość |
| --- |  | ---------------------------- | ------------- | --------------------------- | ------- |
| 1.  |  | „Room a Thousand Years Wide” | Kim Thayil    | Matt Cameron                | 4:14    |
| 2.  |  | „H.I.V. Baby”                | Chris Cornell | Chris Cornell, Ben Shepherd | 4:38    |

## Twórcy
Na podstawie.
- Ben Shepherd - gitara basowa
- Matt Cameron - perkusja
- Kim Thayil - gitara
- Chris Cornell - śpiew
- Scott Granlund - saksofon (wersja albumowa)
- Jane Higgins - projekt
- Stuart Hallerman - inżynieria
- Karen Mason - fotografie
- Soundgarden - produkcja